# Machaca Fest
Machaca Fest es un festival de música, arte y tradiciones mexicanas que se lleva a cabo anualmente desde 2011 en Monterrey, Nuevo León.

## Historia
El festival nació en el año 2011. La edición del 2018 fue liderada por Caifanes, con la inclusión de otras bandas como Kapanga, No Te Va Gustar, Plastilina Mosh, Babasónicos, Banda de Turistas e Indios, entre otros.  Machaca también cuenta con "food trucks" que venden comida típica de la región.
Aunque el Machaca Fest fue formado oficialmente en el 2011, sus orígenes se remontan a la década de los 90 en los bares y clubes de Monterrey, gracias al éxito de la Avanzada Regia con bandas como Plastilina Mosh, Control Machete, El Gran Silencio, La Flor de Lingo, Zurdok Movimiento y La Última del Lucas.  Las ediciones del festival en el 2011 y 2012 fueron realizadas en la Plaza de Toros Monumental.  Del 2013 a la fecha el festival ha sido organizado en el Parque Fundidora.
El festival se ha caracterizado por ofrecer una variedad de géneros como son: rock, reggaeton y hasta música popular mexicana.

.

## Ediciones por año

### Machaca Fest 2011[3][4]
| Escenario        |
| ---------------- |
| El Tri           |
| El Gran Silencio |
| Celso Piña       |
| Genitallica      |
| Pato Machete     |
| Los Tiburones    |
| Desperdicio      |
| Ruido Norte      |
| New Lion Ska     |
| Club Calavera    |
| Cabrito Vudú     |

### Machaca Fest 2013[4][5]
| Escenario         |
| ----------------- |
| Panteón Rococó    |
| El Gran Silencio  |
| Genitallica       |
| Los Estramboticos |
| La Castañeda      |
| La Lupita         |
| Pato Machete      |
| Tropical Panama   |
| Matorralman       |
| Galactic Beans    |

### Machaca Fest 2014[6]
| Escenario Unión Indio    | Escenario Cerveza Indio | Escenario Machaca |
| ------------------------ | ----------------------- | ----------------- |
| Papa Roach               | Wolfmother              | Resorte           |
| Auténticos Decadentes    | El Tri                  | Cártel de Santa   |
| Fobia                    | Panteón Rococó          | 3BallMTY          |
| Víctimas del Dr. Cerebro | IMS                     | Nana Pancha       |
| Dread Mar-I              | Coda                    | Tex Tex           |
| Adanowsky                | Sekta Core              | Tijuana No!       |
| Alfonso André            | Elis Paprika            | Disidente         |
| La Flor del Lingo        | Morenito de Fuego       | Los Infierno      |
|                          |                         | Melodycans        |

### Machaca Fest 2015[7]
| Escenario Indio    | Escenario Tecate       | Escenario Machaca        | Escenario Cafe Iguana          |
| ------------------ | ---------------------- | ------------------------ | ------------------------------ |
| Maldita Vecindad   | El Gigante de América  | Víctimas del Dr. Cerebro | Dub Iration Sound System       |
| Cártel de Santa    | PXNDX                  | El Gran Silencio         | Circulos de Nada               |
| División Minúscula | Attaque 77             | Inspector                | Tony True and the Tijuana Tres |
| Los Caligaris      | Vilma Palma e Vampiros | Genitallica              | Tesla Trip                     |
| Rebel Cats         | Reyno                  | Sonido Gallo Negro       | JuniorsDelGueto                |
| Tropikal Forever   | Finde                  | Torreblanca              | CorazónAttack                  |
| Percance           | Club Calavera          | La Pegatina              | Life is a Rish                 |
| Tercera Edición    |                        | Agrupación Cariño        | Diamond Nugget                 |
|                    |                        | Moonlander               | Rhapzodia                      |
|                    |                        |                          | Nosotros los Olvidados         |

### Machaca Fest 2016[8]
18 de Junio:
| Escenario Budweiser | Escenario BudLight | Escenario Takis    |
| ------------------- | ------------------ | ------------------ |
| Panteón Rococó      | Molotov            | El Cuarteto de Nos |
| Los Ángeles Azules  | Fobia              | Chetes             |
| Enjambre            | Saúl Hernández     | Thermo             |
| No Te Va Gustar     | Mon Laferte        | Insite             |
| Caloncho            | Comisario Pantera  | Tolidos            |
| Banda de Turistas   | Charlie Rodd       | Hoppo!             |
| Okills              | Los Fascinantes    | San Pascualito Rey |
| Access              |                    | Communión          |
|                     |                    | Piluso             |
|                     |                    | Los Montana        |

### 19 de Junio
| Escenario Budweiser | Escenario BudLight | Escenario Takis          |
| ------------------- | ------------------ | ------------------------ |
| Hombres G           | Inspector          | La Lupita                |
| Enanitos Verdes     | Kinky              | Celso Piña               |
| DLD                 | Babasónicos        | Los Estrambóticos        |
| La Gusana Ciega     | Cultura Profética  | Los Tres                 |
| Percance            | OBO                | Diamante Eléctrico       |
| De Nalgas           | Melodycans         | Morenito de Fuego        |
| Los Benders         | Tomo Como Rey      | Odisseo                  |
|                     |                    | Mexican Dubwiser         |
|                     |                    | Las Pastillas del Abuelo |
|                     |                    | The Guadaloops           |

### Machaca Fest 2017[9]
17 de Junio:
| Escenario Budweiser | Escenario BudLight               | Escenario Takis   | Escenario CasaComedy |
| ------------------- | -------------------------------- | ----------------- | -------------------- |
| Maldita Vecindad    | Pesado                           | Damas Gratis      | Alan Saldaña         |
| Miguel Mateos       | Ilya Kuryaki and the Valderramas | Todos Tus Muertos | Daniel Sosa          |
| Siddhartha          | Jumbo                            | Aterciopelados    | Alex Fernández       |
| Esteman             | Rebel Cats                       | Las Pelotas       | Gustavo Morales      |
| Tessa IA            | Systema Solar                    | Juan Cirerol      |                      |
| AJ Dávila           | Madame Recamier                  | Los Petitfellas   |                      |
|                     | El David Aguilar                 | Callate Mark      |                      |
|                     |                                  | Los Impacientes   |                      |

18 de Junio:
| Escenario Budweiser | Escenario BudLight | Escenario Takis | Escenario CasaComedy |
| ------------------- | ------------------ | --------------- | -------------------- |
| Café Tacvba         | Residente          | Cuca            | Carlos Balalrte      |
| Juanes              | Love of Lesbian    | Los Pericos     | Christina Meza       |
| Los Claxons         | José Madero        | Coda            | Mau Nieto            |
| Porter              | Little Jesus       | Rostros Ocultos | Fran Hevia           |
| Camilo Séptimo      | Costera            | Guasones        |                      |
| Pedropiedra         | Disidente          | ILe             |                      |
| Miró                |                    | Los Victorios   |                      |
|                     |                    | Buffalo Blanco  |                      |

### Machaca Fest 2018
La edición del 2018 incluyó a 30 Seconds to Màrs, J Balvin, Caifanes, Don Omar, Intocable, Mon Laferte, Babasonicos, Third Eye Blind, Vicentico, Intocable y muchos más. La cifra oficial de taquilla fue de 30,000 espectadores.
Cartel completo:
| Escenario Corona   | Escenario Budweiser | Escenario Takis             |
| ------------------ | ------------------- | --------------------------- |
| 30 Seconds to Mars | Inspector           | Ácido Pantera               |
| Intocable          | Don Omar            | Mi Banda El Mexicano        |
| Caifanes           | J Balvin            | Los Cafres                  |
| Vicentico          | Mon Laferte         | Plastilina Mosh             |
| Caloncho           | Babasónicos         | Moderatto                   |
| No Te Va Gustar    | Third Eye Blind     | La Banda Bastön             |
| Indios             | Technicolor Fabrics | Rawayana                    |
| La Santa Cecilia   | Kapanga             | Hello Seahorse!             |
| Gran Sur           | Banda de Turistas   | La Mosca Tsé-Tsé            |
| Daniela Spalla     | Dawn Avenue         | Lng/SHT                     |
| Niños Héroes       |                     | Los Románticos de Zacatecas |
|                    |                     | Galactic Beans              |

### Machaca Fest 2019
La edición del 2019 incluyó a Bad Bunny, Gwen Stefani, Jaguares, Zoé, Los Ángeles Azules, Alejandra Guzman, Bastille, Ska-P, Cartel de Santa, Cultura Profética, Mago de Oz, Vico C, Bobby Pulido, Cuco, Gente de Zona, Jumbo, Metric, Moenia, Camilo Septimo, Carlos Sadness, Chetes, Comisario Pantera, Costera, Diamante Electrico, Estelares, FNTXY, Genitallica, Gepe, Juan Son, Kidd Keo, La Plebada, La Vela Puerca, Lola Club, Pehuenche, PJ Sin Suela, Railroad, Rey Pila, Rubytiates, Sabino, Solagua, Skapital Sound, Trillhouse y Yoga Fire.
Cartel Completo:
| Escenario Bud   | Escenario Nauta    | Escenario Machaca  | Escenario Takis | Escenario Rumba & Nightclub |
| --------------- | ------------------ | ------------------ | --------------- | --------------------------- |
| Cartel de Santa | Bad Bunny          | Ska-P              | Bobby Pulido    | Nightclub                   |
| Gwen Stefani    | Zoé                | Jaguares           | Genitallica     | Kidd Keo                    |
| Bastille        | Alejandra Guzmán   | Cultura Profética  | Gente de Zona   | La Plebada                  |
| Mœnia           | Los Ángeles Azules | Jumbo              | Mägo de Oz      | Sabino                      |
| Metric          | Camilo Séptimo     | Chetes             | Vico C          | PJ Sin Suela                |
| Rey Pila        | Costera            | Diamante Eléctrico | Carlos Sadness  | Fntxy                       |
| Gepe            | Lola Club          | Comisario Pantera  | Cuco            | Yoga Fire                   |
| Pehuenche       |                    | Estelares          | La Vela Puerca  | Trillhouse                  |
|                 |                    | Rubytates          | Juan Son        | Solagua                     |
|                 |                    |                    | Railrod         |                             |
|                 |                    |                    | Skapital Sound  |                             |

### Machaca Fest 2022
La edición del 2022 incluyó a los siguientes artistas
| Escenario Gemelo 1 | Escenario Gemelo 2 | Escenario Rock     | Escenario Machaca         |
| ------------------ | ------------------ | ------------------ | ------------------------- |
| Cartel de Santa    | Ozuna              | Slipknot           | Kumbia Kings              |
| Migos              | Nicky Jam          | Panteón Rococó     | Nortec Bostich + Fussible |
| Paulina Rubio      | Reik               | Zurdok             | Reyno                     |
| Belinda            | División Minúscula | El Gran Silencio   | Aleks Syntek              |
| Bandalos Chinos    | Millonario         | Genitallica        | Vilma Palma e Vampiros    |
| Lasso              | Samantha Sánchez   | People as Machines | Akil Ammar                |
| Tourista           | Fran               | Luisa Vox          | Adán Jodorowsky           |
| Plano              |                    |                    | Polaris                   |
|                    |                    |                    | Making Movies             |

### Machaca Fest 2023
La edición del 2023 incluyó a los siguientes artistas
| Escenario Gemelo 1 | Escenario Gemelo 2  | Escenario Machaca         | Escenario Primetime |
| ------------------ | ------------------- | ------------------------- | ------------------- |
| Flo Rida           | Matute              | Korn                      | Lenin Ramírez       |
| Sech               | Nelly Furtado       | Los Caligaris             | Ronda Machetera     |
| Westlife           | Magneto             | Jumbo                     | L-Gante             |
| Alicia Villarreal  | Siddhartha          | All Time Low              | Porter              |
| Artistokers        | Artistokers         | Binomio De Oro De América | Lit Killah          |
| Sentidos Opuestos  | Hanson              | Gran Sur                  | Helian Evans        |
| JNS                | Caloncho            | Juan Cirerol              | Ruido Rosa          |
| Marco Mares        | Wiplash             | Cabrito Vudú              | Los Master Plus     |
| Jauregui           | Isla en el Desierto | Los Outsaiders            | Sofia Thompson      |
| Dos 21             |                     |                           |                     |

### Machaca Fest 2024
La edición del 2024 incluyo a las siguientes bandas
| Escenario      |
| -------------- |
| Limp Bizkit    |
| Marilyn Manson |
| Simple Plan    |
| Hoobastank     |
| Sugar Ray      |
| The Revies     |

## Próxima edición
La próxima edición esta programada para el 24 de junio de 2023. La edicion del 2022 fue exito despues de que las ediciónes del 2020 y 2021 quedarón cancelada debido a la pandemia de enfermedad por coronavirus de 2019-2020 que afecta a todo el mundo.